# Elias Christoph Heiß

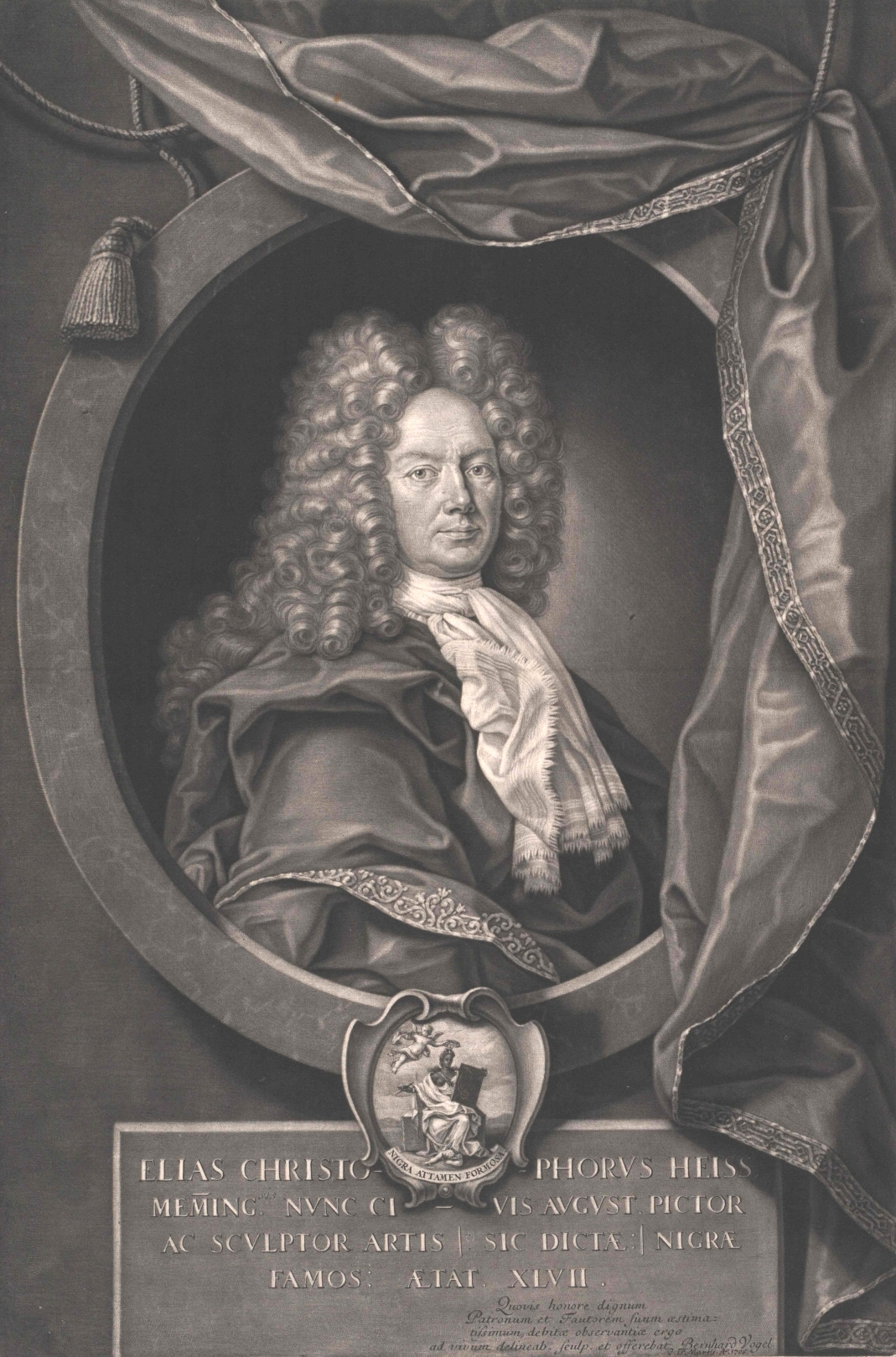
Elias Christoph Heiß, Stich von Bernhard Vogel

Elias Christoph Heiß (* 1660 in Memmingen; † 1731 in Trunkelsberg) war ein deutscher Kupferstecher.
Elias Christoph Heiß führte die von Ludwig von Siegen entwickelte Schabkunst wieder in Deutschland ein. Er wirkte in Augsburg und errang mit seinen großen sogenannten „Thesen“ Ruhm und Reichtum, so dass er sich 1729 das Gut Trunkelsberg kaufen konnte. Seine Nachkommen führten den Namen Heuß und wurden 1738 geadelt.
Einer seiner Schüler war der Kupferstecher Bernhard Vogel (1683–1737).